# Kontorhausviertel
Het Kontorhausviertel in het Duitse Hamburg zijn de huizenblokken in de Altstadt rond het plein Burchardplatz tussen de Steinstraße, de Meßberg, de Klosterwall en de Brandstwiete. De huizenblokken worden gekenmerkt door grote karakteristieke Kontorhäuser, in de stijl van het baksteenexpressionisme van het begin van de 20e eeuw. Het bekendste van de huizen in de wijk is het Chilehaus.
De huizenblokken zijn een onderdeel van het Hamburgse stadsdeel Altstadt in het district Hamburg-Mitte.

## Geschiedenis
Hamburg kreeg in 1892 te maken met een grote cholera-epidemie. Na de bestrijding werden onder andere de slechte hygiënische omstandigheden in de beluiken van het Gängeviertel, waar onder meer ook water uit de Elbe werd ingezet als drinkwater, als een van de hoofdredenen geïdentificeerd. De huizenblokken van het Gängeviertel werden afgebroken. Daarbij werd een tweede maal in enkele jaren tijd, na de creatie van de Speicherstadt, een grote groep inwoners geherlokaliseerd naar een ander gebied in de Hamburgse regio.
De vrijgekomen ruimte maakte het in 1912 mogelijk het netwerk van de U-Bahn van Hamburg door de binnenstad te brengen, en de Mönckebergstraße als grote boulevard aan te leggen. Architect en stadsplanner Fritz Schumacher schetst de plannen voor de creatie van het Kontorhausviertel. 
- Het Miramarhaus werd de eerste creatie, afgewerkt in 1921–22 naar een ontwerp van Max Bach. Het was een gebouw voor het Handelsgesellschaft Miramar en het eerste grote Kontorhaus.
- Het Chilehaus ontworpen door Fritz Höger volgde in 1922–24 en geldt als het belangrijkste bouwwerk van Höger.
- Het Meßberghof werd in dezelfde periode als het Chilehaus gebouwd met de broers Hans en Oskar Gerson als architecten. Het gebouw werd eerst vernoemd naar Albert Ballin maar werd in 1938 hernoemd naar de aangrenzende straat en kreeg Meßberghof als naam gezien Ballin wegens zijn joodse afkomst niet meer als naamgever geaccepteerd werd. Het Meßberghof is sinds 1983 beschermd onder de Duitse Denkmalschutz.
- Het Sprinkenhof werd gebouwd van 1927 tot 1943 in drie bouwperiodes. Architecten waren ook hier Hans en Oskar Gerson samen met Fritz Höger. Het Sprinkenhof, met drie binnenpleinen, was toen het grootste burelencomplex van Hamburg. Het werd tussen 1999 en 2002 gerenoveerd.
- Het Montanhof werd gebouwd van 1924 tot 1926 naar plannen van Hermann Distel en August Grubitz.
- Het Hubertushaus uit 1931 werd ontworpen door Max Bach en Fritz Wischer.
- Het Bartholomayhaus van 1938/39 met architect Rudolf Klophaus werd gebouwd voor Rudolf Bartholomay en werd in de wijk het laatste Kontorhaus in klassieke stijl.
- Het Kontorhaus Mohlenhof werd in de jaren 1927-28 door de architecten Klophaus, Schoch en zu Putlitz ontworpen en gerealiseerd.
- Het Altstädter Hof werd van 1936 tot 1937 gebouwd met bedrijven en winkels op het gelijkvloers en 220 woningen hierboven. De architect was Rudolf Klophaus.
- Het Pressehaus, tegenwoordig de huisvesting van de redactie van Die Zeit werd in 1938 gebouwd naar een ontwerp van Rudolf Klophaus voor het nationaalsocialistische dagblad Hamburger Tageblatt.

De meeste van deze bouwwerken waren reeds als cultureel bouwkundig erfgoed in Duitsland beschermd onder de Denkmalschutz. Op 5 juli 2015 werd tijdens de 39e sessie van de Commissie voor het Werelderfgoed in haar vergadering te Bonn het Kontorhausviertel, als onderdeel van de inschrijving Speicherstadt en het Kontorhausviertel met het Chilehaus, uitgeroepen als UNESCO-werelderfgoed en toegevoegd aan de werelderfgoedlijst.

Het Kontorhausviertel
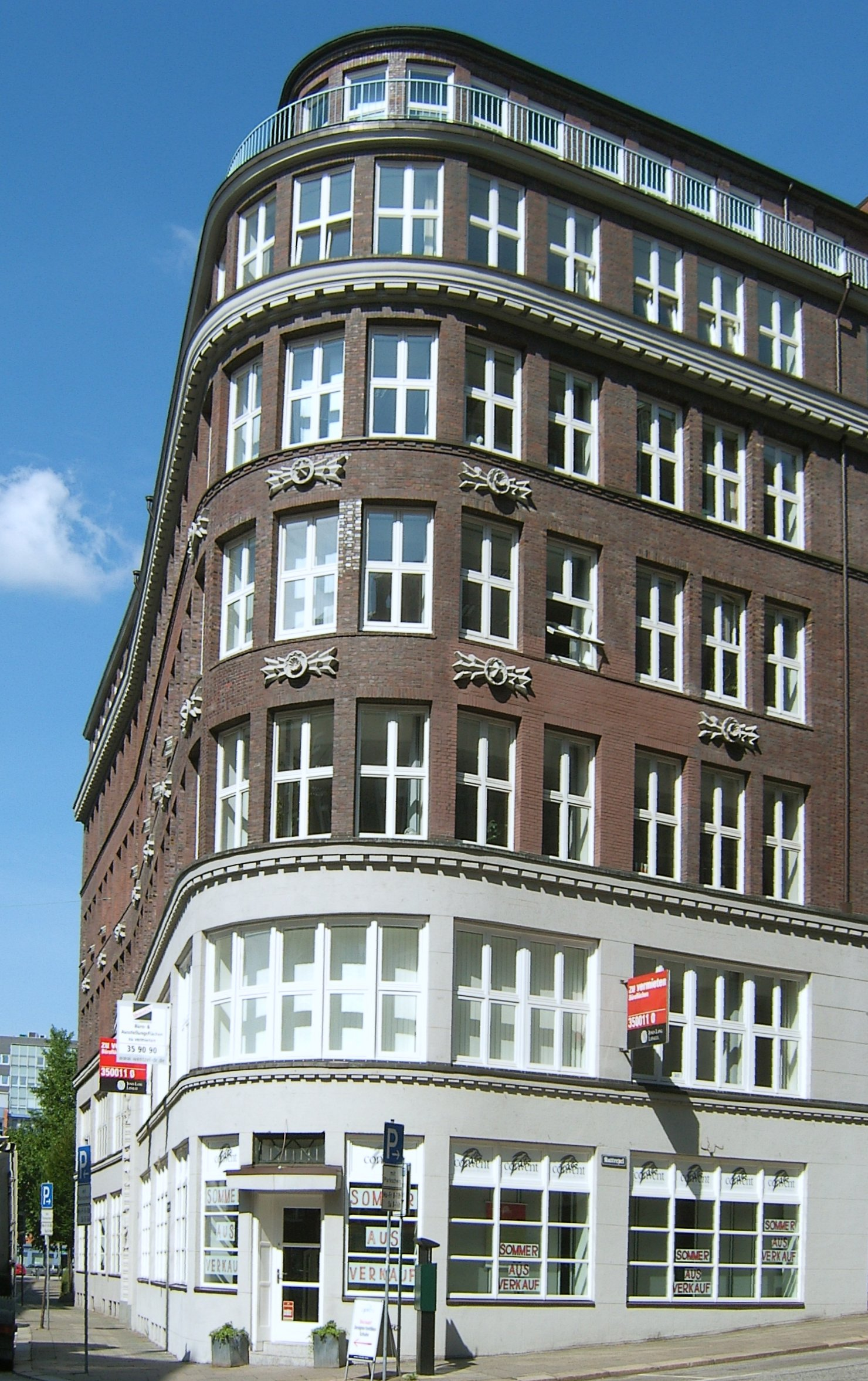
Het Miramarhaus uit 1921, een van de eerste bouwwerken
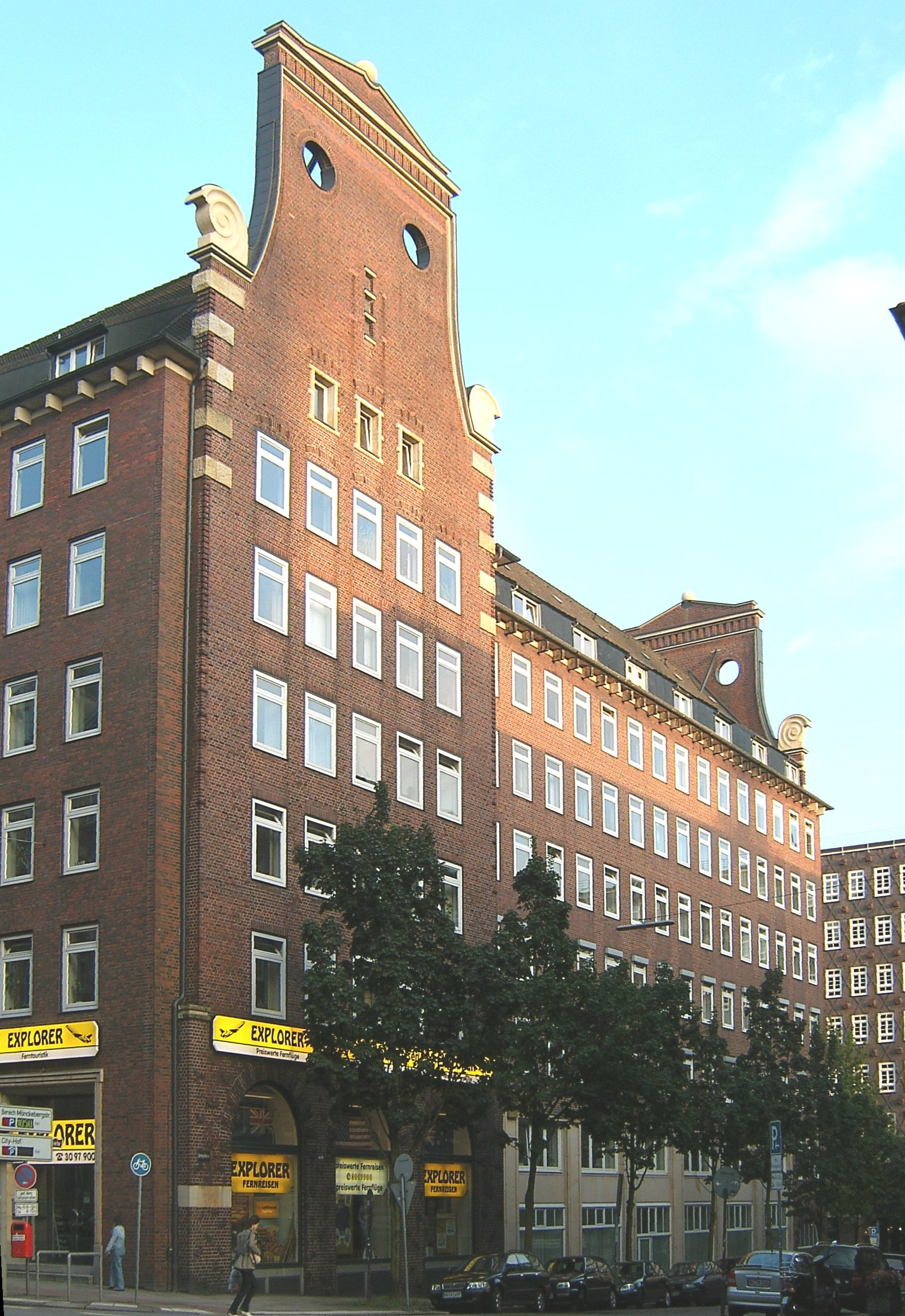
Het Bartholomayhaus
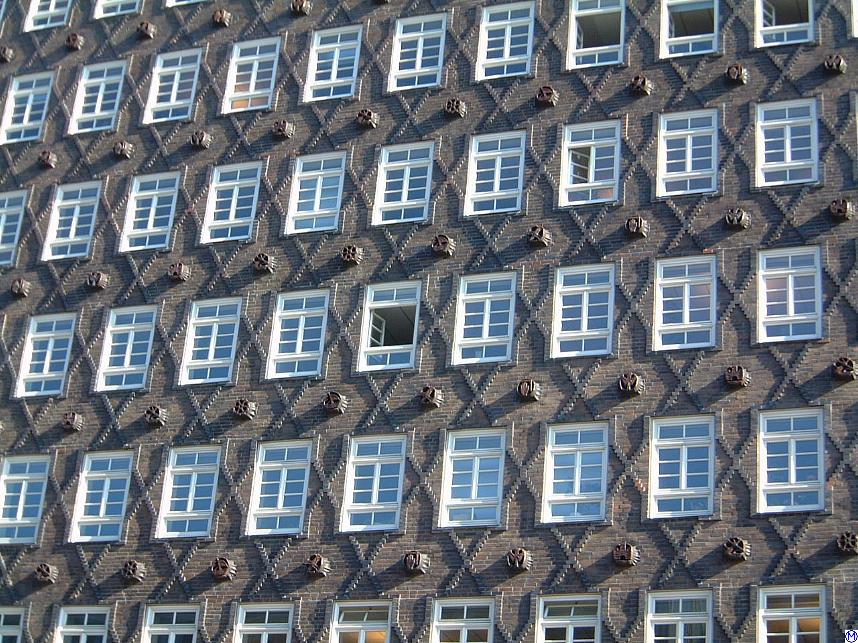
Het Sprinkenhof
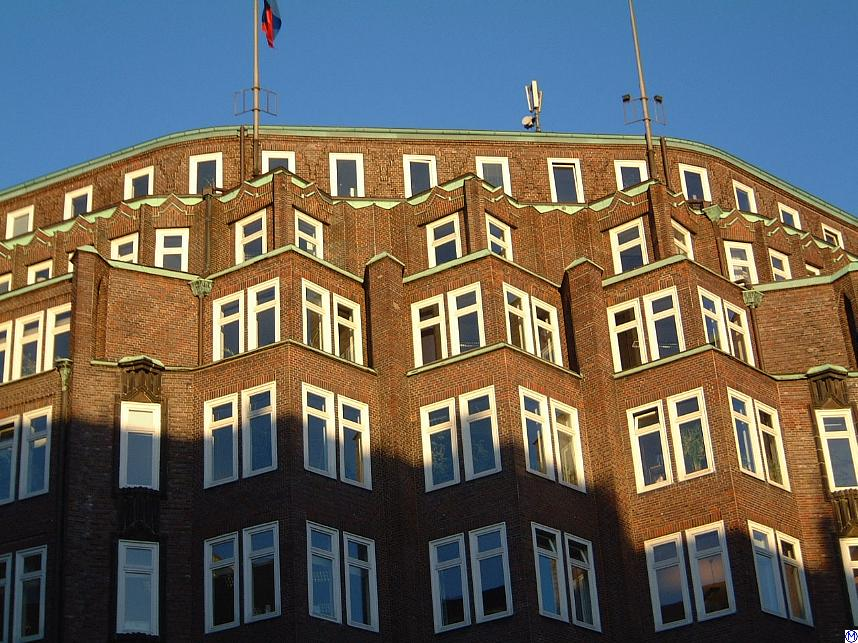
Het Montanhof
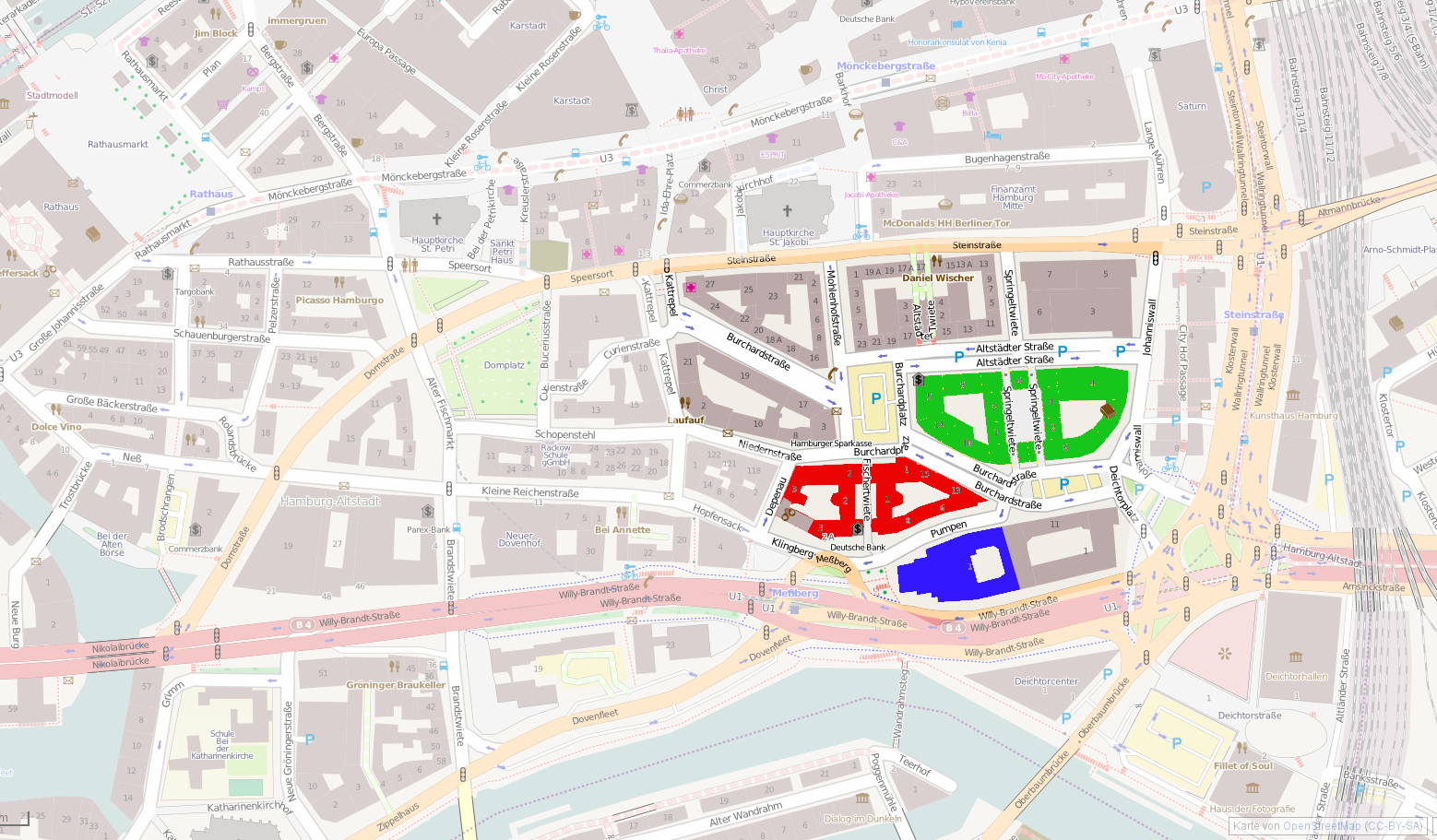
Kontorhausviertel met Chilehaus (rood), Sprinkenhof (groen) en Meßberghof (blauw)
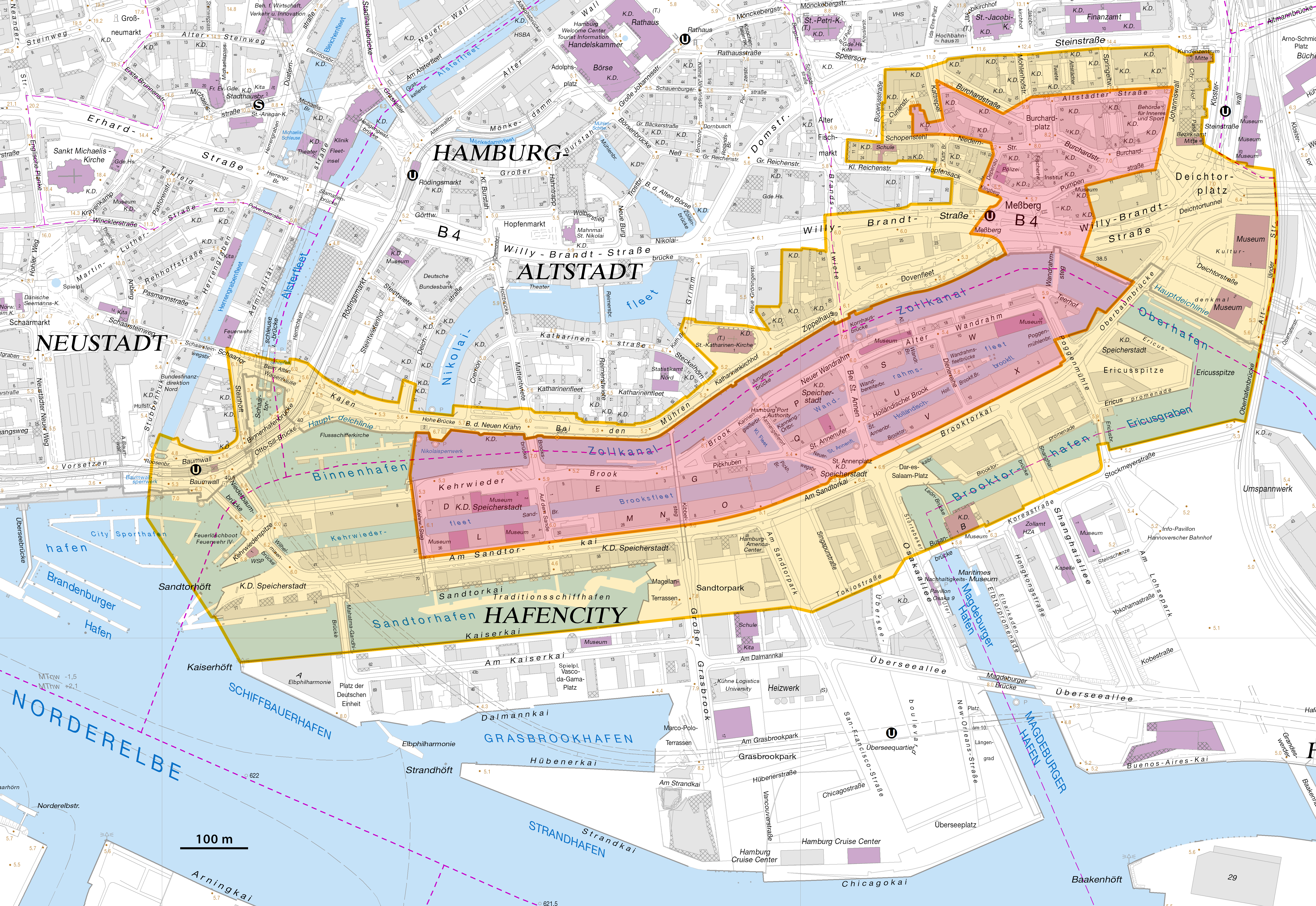
erkenning als werelderfgoed - rood is de beschermde zone, geel de bufferzone

Dom van Aken · Abdij en Altenmünster van Lorsch · Slot Augustusburg en slot Falkenlust in Brühl · Bamberg · Bauhaus en zijn sites in Weimar, Dessau en Bernau · Klassiek Weimar · Fagusfabriek · Rammelsbergmijnen en historische stad Goslar · Dom van Keulen · Hanzestad Lübeck · Luthergedenkplaatsen in Eisleben en Wittenberg · Abdij van Maulbronn · Groeve Messel · Fürst-Pückler-Park Bad Muskau · Kloostereiland Reichenau · Museuminsel in Berlijn · Parklandschap Dessau-Wörlitz · Stiftskerk, kasteel en historisch centrum van Quedlinburg · Bedevaartskerk van Wies · Historisch centrum van Regensburg met Stadtamhof · Romeinse monumenten, Dom en Onze-Lieve-Vrouwekerk in Trier · Oude en voorhistorische beukenbossen van de Karpaten en andere regio's van Europa · Paleizen en parken van Potsdam en Berlijn · Michaeliskirche en Dom van Hildesheim · Dom van Speyer · Historisch centrum van Stralsund en Wismar · Stadhuis en Rolandstandbeeld van Bremen · Grenzen van het Romeinse Rijk: Opper-Germaans-Raetische limes · Bovenloop van het Midden-Rijndal · IJzersmelterij van Völklingen · Kasteel Wartburg · Residentie van Würzburg · Kolenmijn en industriecomplex Zeche Zollverein in Essen · Modernistische woonwijken in Berlijn · Waddenzee · Prehistorische paalwoningen in de Alpen · Markgrafelijk Operahuis in Bayreuth · Bergpark Wilhelmshöhe · Karolingisch westwerk en Civitas Corvey · Speicherstadt en het Kontorhausviertel met het Chilehaus in Hamburg · Architecturaal werk van Le Corbusier (Weißenhofsiedlung) · Grotten en kunst uit de ijstijd in de Zwabische Jura · Archeologisch grenslandschap van Hedeby en de Danevirke · Dom van Naumburg ·  Mijnstreek Erzgebirge/Krušnohoří · Waterbeheersysteem van Augsburg · Historische kuuroorden van Europa (Bad Ems, Baden-Baden en Bad Kissingen) · Mathildenhöhe Darmstadt · Grenzen van het Romeinse Rijk - De Neder-Germaanse limes · ShUM-sites van Speyer, Worms en Mainz · Grenzen van het Romeinse Rijk - De Donaulimes (Westelijk gedeelte)  · Joods-middeleeuws erfgoed van Erfurt · Complex van de residentie van Schwerin · Moravische kerknederzettingen (Herrnhut)